# Volker Cornelisen
Volker Cornelisen (* 27. August 1953; † 16. Februar 2022) war ein deutscher Basketballtrainer.

## Laufbahn
Cornelisen spielte von 1971 bis 1976 für den FC Schalke 04 und war von 1976 bis 1978 Trainer der „Königsblauen“ in der 2. Basketball-Bundesliga. In der Saison 1976/77 war er ebenfalls Trainer beim BSV Wulfen und führte die Mannschaft zum Aufstieg in die Landesliga. 1979 ging er als Trainer zu DEK Fichte/Hagener SV und führte die Mannschaft im Spieljahr 1979/80 zum Aufstieg von der zweiten Liga in die Basketball-Bundesliga. Dort wurde 1980/81 jedoch der Klassenerhalt verfehlt. In den 1980er Jahren war er Trainer des TuS 1925 Herten in der 2. Bundesliga. Er arbeitete als Trainer in Werne, bis 1996 war er Trainer der Damen der BG Dorsten in der zweiten Liga, vor der Saison 1996/97 trat er das Traineramt beim Regionalligisten BSV Wulfen an und hatte dieses bis 1998 inne. Von 1998 bis 2001 trainierte er abermals die Schalker, nun in der Regionalliga.
Im Laufe der Saison 2007/08 übernahm Cornelisen beim BSV Wulfen (Regionalliga) das Amt des Assistenztrainers und war bis 2015 Sportlicher Leiter der Mannschaft. In seine Amtszeit fiel unter anderem der Aufstieg des BSV in die 2. Bundesliga. Im Sommer 2020 kehrte Cornelisen beim BSV als Vorstandsberater und Mitglied der Sportlichen Leitung in die Verantwortung zurück.
Hauptberuflich war Cornelisen als Rechtsanwalt tätig. Cornelisen verstarb im Februar 2022 nach kurzer schwerer Krankheit im Alter von 68 Jahren.